# Quadriciclo Ford
Il quadriciclo Ford è la prima automobile sperimentale costruita da Henry Ford nel 1896.

## Storia

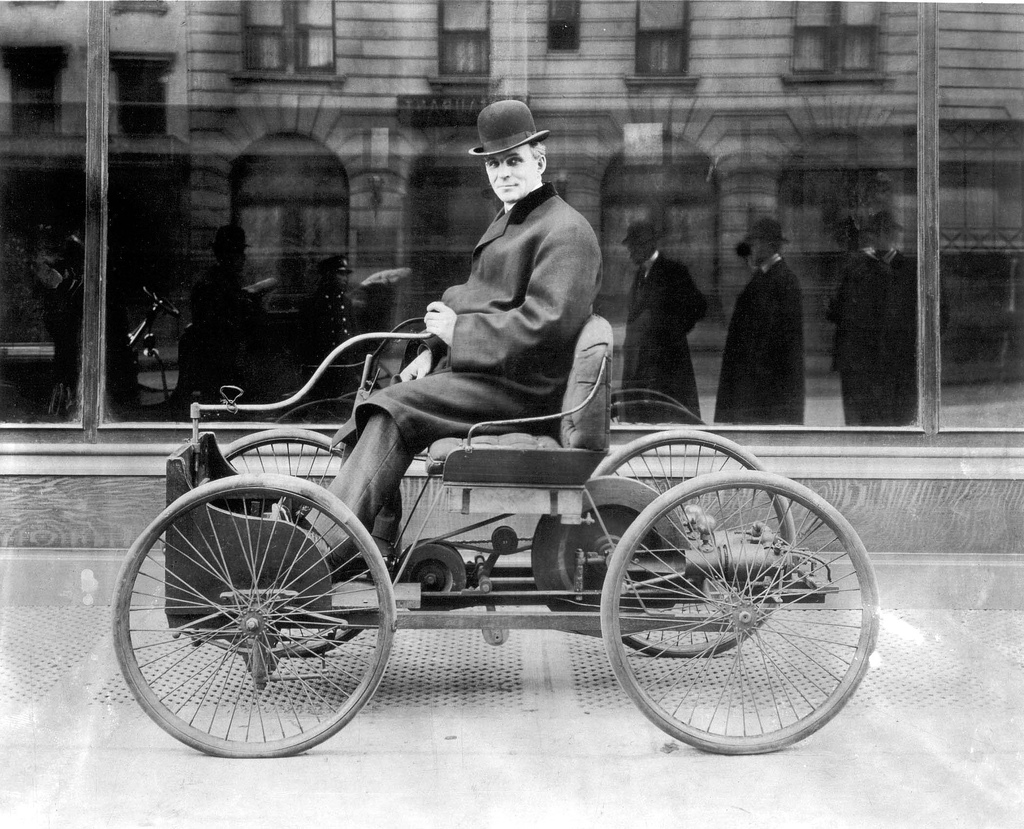
Henry Ford sul suo primo veicolo

Dopo la promozione a ingegnere capo della Detroit Automobile Company, Ford ebbe uno stipendio sufficiente a mantenere la famiglia e finanziare la realizzazione di un veicolo con motore a scoppio. Gli esperimenti venivano effettuati nel piccolo opificio attiguo alla sua abitazione, posta al n.58 di Bagley Avenue, a Detroit.
Completata l'opera, il veicolo venne sperimentato in strada il 4 giugno 1896 e, dopo alcune prove e altrettante modifiche migliorative, riuscì a superare la considerevole velocità di 32 km/h.

## Il veicolo
Si tratta di un quadriciclo leggero con telaio in ferro, mosso da un motore bicilindrico in linea monoalbero, a valvole laterali, di 1.050 cm³, alimentato a benzina, con potenza massima di 3 bhp (2,2 kW), cambio a due marce e trazione posteriore finale a catena. Il veicolo, senz'altra protezione del cruscotto, può ospitare due persone affiancate nell'unico sedile, dal quale si manovra la lunga leva dello sterzo con comando a timone.
Data l'importanza storica assunta in seguito, come primo veicolo della Ford, il quadriciclo è stato replicato in vari esemplari. Uno dei tre originali è custodito nell'Henry Ford Museum di Dearborn.

## Curiosità
- La leggenda narra che il quadriciclo venne provato su strada all'alba di quel giovedì 4 giugno allo scopo di evitare sguardi indiscreti. In verità, la prova era prevista per la domenica precedente, ma non aveva potuto essere effettuata perché Henry Ford, completamente assorbito da calcoli e misurazioni meccaniche, aveva dimenticato di misurare l'apertura d'ingresso del suo garage, leggermente inferiore a quello di carreggiata del veicolo. Questo è il reale motivo per cui la prova del quadriciclo fu rimandata di qualche giorno, quando l'impresa edile terminò l'allargamento dell'apertura[1].
- Durante una delle sue prime uscite in quadriciclo, Ford investì un passante che rimase incastrato sotto il veicolo tra la ruota anteriore destra e quella posteriore. La situazione venne risolta da un forzuto passante che sollevò il quadriciclo liberando il pedone, rimasto illeso. È il primo pedone travolto da un'automobile del quale si abbia notizia[1].